# Sladenia shaefersi
Sladenia shaefersi är en fiskart som beskrevs av S. Caruso och Bullis, 1976. Sladenia shaefersi ingår i släktet Sladenia och familjen marulksfiskar. Inga underarter finns listade i Catalogue of Life.